# Bernard Marcus
Bernard "Bernie" Marcus (Newark, Nueva Jersey; 12 de mayo de 1929-Boca Ratón, Florida; 4 de noviembre de 2024) fue un empresario multimillonario estadounidense. Fue uno de los fundadores de The Home Depot y el primer director general y presidente de la empresa hasta su jubilación en el 2002.

## Juventud y educación
Bernard Marcus fue hijo de padres inmigrantes judíos rusos en Newark, Nueva Jersey. Era el menor de cuatro hijos y creció en un piso de alquiler. Se graduó de South Side High School en 1947. Quería ser médico pero no podía pagar la matrícula universitaria. Se graduó de la Universidad Rutgers con un título en farmacia. Mientras estuvo allí, formó parte de la fraternidad Alpha Epsilon Pi.

## Carrera
Marcus trabajaba en una farmacia como farmacéutico, pero se interesó más en la parte minorista del negocio. Trabajó en una empresa de cosméticos y en varios otros trabajos minoristas, y finalmente alcanzó el puesto de director ejecutivo de Handy Dan Improvement Centers, una cadena de tiendas de mejoras para el hogar con sede en Los Ángeles. En 1978, tanto él como el futuro cofundador de Home Depot, Arthur Blank, fueron despedidos durante una lucha de poder empresarial en Handy Dan.
En 1979, cofundaron la tienda de mejoras para el hogar The Home Depot, con la ayuda del experto en comercialización Pat Farrah y el banquero de inversiones de Nueva York Ken Langone, quienes reunieron a un grupo de inversores.
La tienda revolucionó el negocio de reformas para el hogar con su concepto de almacén. Blank, Marcus y Langone se hicieron multimillonarios. Marcus se desempeñó como el primer director ejecutivo de la compañía durante 19 años y también se desempeñó como presidente de la junta hasta su jubilación en 2002. Marcus fue incluido en el Salón de la Fama Empresarial de EE. UU. de Junior Achievement en 2006.
Marcus es uno de varios magnates de los negocios que se opusieron a la Ley de Libre Elección de los Empleados, una propuesta controvertida que, según afirman, otorga una ventaja injusta a los sindicatos. La EFCA prohibiría la realización de votaciones sindicales de empleados con boletas secretas y permitiría multas y medidas cautelares cuando los empleados demuestren que están siendo castigados por actividad sindical en el trabajo.
En enero de 2014, Marcus fundó Job Creators Network, un grupo de defensa conservador, con $ 500,000 en fondos iniciales.
En 2015, Marcus donó 1,5 millones de dólares a los Súper PAC que apoyaban a Jeb Bush y Scott Walker. El 1 de junio de 2016, Marcus anunció públicamente su apoyo al presunto candidato presidencial republicano Donald Trump. Fue uno de los mayores donantes de Trump, aportando 7 millones de dólares a su campaña. Cuando Marcus anunció en 2019 que apoyaría financieramente la campaña presidencial de Donald Trump en 2020, provocó llamados a boicotear Home Depot a pesar de que Marcus ya no estaba en la empresa.
En una entrevista de junio de 2019, Marcus dijo que la mayor parte de su riqueza está en acciones de Home Depot.

## Filantropía

Los bustos de Marcus y su esposa Billi en el acuario, noviembre de 2006.

Marcus cofundó el Instituto de Democracia de Israel en 1991, contribuyó con $ 5 millones para la construcción del edificio del instituto en el vecindario Talbiya de Jerusalén e invirtió cientos de millones de shekels para sufragar sus gastos diarios a lo largo de los años. Contribuyó en gran medida a la apertura del Acuario de Georgia, que se inauguró en el centro de Atlanta, Georgia, en 2005. Principalmente gracias a la donación de US$ 250 millones para el Acuario, Marcus y su esposa, Billi, fueron incluidos entre los principales donantes caritativos del país por The Chronicle of Philanthropy en 2005. Marcus también financió y fundó The Marcus Institute, un centro para la prestación de servicios para niños y adolescentes con discapacidades del desarrollo. En mayo de 2005, el Ejército de Salvación le otorgó a Marcus el Premio Otros, su más alto honor. Marcus donó $25 millones a Autism Speaks para encabezar sus esfuerzos para recaudar fondos para la investigación de las causas y la cura del autismo. Es miembro activo de la junta directiva. Bernie y Billi Marcus son signatarios de The Giving Pledge, un compromiso de donar la mayor parte de su riqueza a causas filantrópicas.
Marcus fue presidente de la Fundación Marcus, cuyos enfoques incluyen niños, investigación médica, libre empresa, veteranos militares, causas israelíes y la comunidad. Marcus formó parte de la Junta Directiva y fue voluntario activo del Shepherd Center. Su enfoque principal era brindar atención a los veteranos de guerra con lesiones cerebrales traumáticas. Fue nombrado fideicomisario de Georgia en 2009. El premio es otorgado por la Sociedad Histórica de Georgia, junto con el gobernador de Georgia, a personas cuyos logros y servicio comunitario reflejen los ideales del cuerpo fundador de Síndicos, que gobernó la colonia de Georgia desde 1732 hasta 1752. En el 2012, Marcus recibió el Premio William E. Simon de Liderazgo Filantrópico.
En 2016, Marcus y su esposa Billi donaron $ 25 millones para la construcción del Centro Nacional de Servicios de Sangre MDA Marcus de $ 133 millones en Israel.

## Libros
En 2001, Marcus, junto con Arthur Blank y Bob Andelman, escribieron el libro Built from Scratch: How a Couple of Regular Guys Grow The Home Depot from Nothing to $30 Billion.
Marcus, con Catherine Lewis, escribió un libro titulado Kick Up Some Dust: Lessons on Thinking, Giving Back and Doing It Yourself. El libro debutó en el Festival del Libro del Centro Comunitario Judío Marcus de Atlanta (MJCCA) el 6 de noviembre de 2022.

## Vida personal
Marcus estuvo casado dos veces. Tuvo dos hijos con su primera esposa, Ruth: Frederick Marcus y Susanne Marcus Collins. Con su segunda esposa, Billi, tuvo un hijastro, Michael Morris.

## Otras lecturas
- «Marcus, Bernie». Current biography yearbook, 2007. H.W. Wilson. 2006. pp. 318-322. ISBN 978-0-8242-1084-7. OCLC 1148802897.

- Datos: Q2898293
- Multimedia: Bernard Marcus / Q2898293